# Heinz Becker (Baseballspieler)
Heinz Reinhard Becker (* 26. August 1915 in Berlin; † 11. November 1991 in Dallas, Texas, USA) war ein deutschamerikanischer Baseballspieler in der Major League Baseball.
Becker debütierte im April 1943 bei den Chicago Cubs, mit denen er 1945 Sieger in der National League wurde und an der World Series teilnahm. In den drei Spielen der World Series, in denen er im Kader stand, brachte es Becker auf zwei At-Bats und erzielte einen Hit.
Im Juni 1946 wechselte Becker im Tausch für Mickey Rocco zu den Cleveland Indians, für die er im selben Jahr 50 Spiele bestritt. Nachdem Becker im Jahr 1947 bei seinen ersten beiden Einsätzen keine guten Leistungen gezeigt hatte, wurde sein Vertrag am 14. Mai 1947 aufgelöst. Zwei Tage später unterschrieb Becker einen Vertrag bei den Boston Braves, bei denen er allerdings nicht mehr zum Einsatz kam.
Heinz Becker starb am 11. November 1991 im Alter von 76 Jahren in seiner Wahlheimat Dallas und liegt dort im Restland Memorial Park begraben.